# Amina Gerba
 (novembre 2011).
Amina Gerba, née Amina Nleung-Abah le 14 mars 1961, est une femme d'affaires québécoise (Canada) d'origine camerounaise. Elle est nommée sénatrice canadienne en juillet 2021. Arrivée au Canada en 1986 avec son époux, Amina Gerba est fondatrice et présidente de quelques entreprises au Québec.

## Études
Amina Gerba étudie à l'École des sciences de la gestion de l'Université du Québec à Montréal  où elle obtient un baccalauréat en administration des affaires spécialisé en gestion et intervention touristique (option marketing) en 1992 et un Master of Business Administration (MBA) en 1993. Durant cette période, Amina Gerba combine famille et études, élevant ainsi quatre enfants.

## Premiers emplois
De 1992 à 1995, elle travaille pour plusieurs sociétés canadiennes en tant que responsable du développement de marchés en Afrique. C'est dans l'exécution de ses mandats de consultation que Amina Gerba constate à quel point les entreprises qu'elle conseille ignorent le potentiel du marché africain. C'est pourquoi elle décide de créer en octobre 995, sa propre société de consultation, Afrique Expansion Inc.

## Entreprises et projets

### Afrique Expansion Inc.
La principale mission d'Afrique Expansion Inc. est de promouvoir les relations et les partenariats d'affaires entre les entreprises canadiennes et africaines. L'entreprise offre la conception et la réalisation de campagnes de communication et de relations publiques, la réalisation d'études de marché et de faisabilité en Afrique, l'identification de partenaires commerciaux, l'organisation de missions exploratoires en Afrique, la préparation de plans de développement de marché et la recherche de financement.

### Kariderm et Kariliss
Durant une mission commerciale organisée au Burkina Faso en 1996, Amina Gerba fait la rencontre de Marcelline Ouédraogo, présidente de l'Association des productrices du beurre de karité. Cette matière première est appelée « l'or vert des femmes » dans plusieurs pays d'Afrique de l'Ouest. Gerba entrevoit donc de distribuer le produit en Amérique du Nord.
De retour au Canada avec 500 grammes de beurre de karité en main, elle présente le produit à des fabricants de produits cosmétiques. Ne recevant l'intérêt escompté de ce produit déjà populaire en Europe, Gerba propose alors à l'un de ses clients possédant l'un des plus grands laboratoires de cosmétiques au Québec de créer une gamme spécifique pour les personnes noires. Le laboratoire exige toutefois comme condition l'obtention d'un appui de l'Agence canadienne de développement international, qui ne s'est pas concrétisé.
En 1998, Gerba fonde sa propre ligne de produits cosmétiques à base de beurre de karité biologique. Sa gamme de produits, nommée Kariderm, est aujourd'hui distribuée dans plus de 400 points de vente à travers le Canada, les États-Unis et l'Afrique. Le volume d'importation de cette matière première du Burkina Faso est passé de 500 g en 1998 à plus de 10 tonnes en 2008 et l'Association des productrices qui employait une vingtaine de femmes en compte plus de 2 000 aujourd'hui. Kariderm est la première gamme de produits au monde à avoir obtenu la certification biologique (ECOCERT) pour son beurre de karité. L'entreprise, qui a créé un fonds social pour aider ses productrices burkinabés, a aussi reçu en 2007 une certification « équitable ».
Gerba est également fondatrice de Laboratoires Kariliss Inc., une entreprise spécialisée dans la fabrication de produits de soins capillaires. Les produits de l'entreprise sont conçus notamment à partir de beurre de karité certifié biologique ainsi que d'huile d'argan, d'huile de baobab et d'huile de nigelle. Les sièges sociaux de Laboratoires Kariliss et de Kariderm sont situés à Laval, près de Montréal.

### Afrique Expansion Magazine
Toujours en 1998, l'honorable Amina Gerba organise des Journées économiques de l'Afrique en invitant le Cameroun à conduire une première mission économique au Canada. Cette mission est conduite par le ministre camerounais du Développement industriel et commercial et par celui du Tourisme[réf. nécessaire]. Des chefs d'entreprises et des représentants du secteur public camerounais intègrent aussi cette délégation qui se rend dans plusieurs villes canadiennes.
À la suite de cet exercice, Amina Gerba décide de publier un bulletin d'information utilisant le même nom que l'entreprise, Afrique Expansion Magazine afin de favoriser la couverture médiatique de ce type de mission. Le lancement de ce numéro 0 de la revue s'est fait en septembre 1998 avec 250 exemplaires. Le trimestre suivant, la revue est tirée à 1 000 exemplaires avec une distribution ciblée. La troisième édition, tirée à 5 000 exemplaires, est rentrée en kiosque. Aujourd'hui, tirée à une moyenne de 20 000 exemplaires avec un lectorat de plus de 100 000 personnes[réf. nécessaire], Afrique Expansion Magazine est distribué au Canada, en Afrique et dans le réseau institutionnel international. Elle est une source pour les décideurs et investisseurs nord-américains intéressés par l'Afrique.

### Forum Africa
Afin de favoriser les relations d'affaires et un rapprochement économique entre les entreprises africaines et canadiennes, Gerba crée une plate-forme de rencontres. Visant la promotion d'une image positive de l'Afrique, Gerba, alors membre du Collège des Fondateurs d'AFRICA 2005, initie la première édition du Forum Africa en 2003. Il s'agit d'une rencontre internationale visant à promouvoir les investissements et les partenariats pour le développement de l'Afrique. Les cinq éditions du Forum Africa (2003, 2005, 2007, 2009 et 2011) permettent d'attirer plus de 500 participants avec des conférenciers de marque tels qu'Ibrahim Gambari, conseiller spécial pour l'Afrique aux Nations unies, Alpha Oumar Konaré, ancien président du Mali et ancien président de la Commission de l'Union africaine, Babacar Ndiaye, ancien président de la Banque africaine de développement, Jean-Louis Ekra, président de la Banque africaine d'export-import ainsi que des représentants de la Banque mondiale et de plusieurs autres institutions multilatérales et bilatérales.
C'est lors du forum de 2007 que le concept de la « Journée découverte d'un pays africain » est lancé. Pour inaugurer ce concept, le Cameroun, qui se présente comme une synthèse de l'Afrique, « l'Afrique en miniature », est le pays vedette. À ce titre, le pays représenté par son vice-premier ministre, quatre ministères importants et plus d'une quarantaine de chefs d'entreprises, a droit à toute une journée d'activités visant à présenter son potentiel et l'environnement des affaires. Deux missions commerciales canadiennes conduites au Cameroun s'ensuivent en 2008 et en 2010.

## Sénatrice
En juillet 2021, sous recommandation de Justin Trudeau, la gouverneure générale Mary Simon, la nomme comme sénatrice de la division sénatoriale de Rigaud, au Québec. Elle s'allie ensuite au Groupe progressiste du Sénat.

## Distinctions
Amina Gerba reçoit le grade de chevalière de l'Ordre national du Québec le 18 juin 2014 lors d'une cérémonie qui a lieu à l'Hôtel du Parlement à Québec. Elle fait partie du TOP 20 de la Diversité 2014 du Québec. Elle est classée en 2008 parmi les 25 femmes d'influence au Québec par le journal Les Affaires[réf. nécessaire]. Elle siège dans plusieurs conseils d'administration, dont celui du fonds Afro-entrepreneurs mis en place par le gouvernement du Québec, du Conseil canadien pour l'Afrique (CCAf) et de l'African Business RoundTable (ABR), la plus importante association des gens d'affaires en Afrique.

### Autres distinctions reçues
- Finaliste du Prix des Femmes d'affaires du Québec 2014 dans la catégorie "Entrepreneure active à l'international"[13]
- Lauréate 2012 pour le prix Reconnaissance de l'UQAM, représentant l'École des sciences de la gestion de l'Université du Québec à Montréal[14]
- Finaliste en 2011 pour le prix Femmes d'affaires du Québec, organisé par le Réseau des femmes d'affaires du Québec et le journal Les Affaires[15].
- Finaliste en 2011 pour le prix Performance qui honore les diplômés de l'École des sciences de la gestion de l'université du Québec à Montréal[réf. nécessaire]
- Lauréate du mois de l'histoire des Noirs dans la catégorie «Gens d'affaires», décerné par la Ville de Montréal[16]
- Entrepreneur de l'année 2010 du Réseau des entrepreneurs et professionnels africains (REPAF)[17].
- Lauréate Méritas 2006 du Chantier d'Afrique du Canada pour «votre contribution au rayonnement des Canadiens issus de l'immigration africaine »[réf. nécessaire]
- Gagnante de l'Oscar 2005 des Arts et Métiers, décerné par le Carrefour des Communautés culturelles du Québec, en reconnaissance des dix ans de travail de rapprochement économique entre le Canada et l'Afrique[réf. nécessaire]
- Flambeau d'excellence du Gala Reconnaissance communautaire décerné en 2002 dans la catégorie «Jeune pouce»[réf. nécessaire]
- Certificat de reconnaissance décerné en 2005 par le Conseil canadien pour l'Afrique pour « votre engagement envers le développement économique de l'Afrique »
- Certificat de reconnaissance décerné en 2002 par le ministère canadien du Commerce international pour «votre contribution à la promotion du commerce international du Canada»[réf. nécessaire].